# Jeanne de Sobol
Pour les articles homonymes, voir Sobol.
Jeanne de Sobol, née Jeanne Louise Léonie Lespermont le 19 mars 1855 à Undervelier et morte le 22 janvier 1907 à Paris 16e, est une écrivaine de romans pour la jeunesse et une traductrice française d'origine suisse, ayant écrit sous les pseudonymes de Mme de Sobol, M. de Sobol, Jean de Sobol, J. de Sobol et Jacques Lermont. 

## Biographie

### Famille
Jeanne Louise Léonie Lespermont naît en Suisse, à Undervelier, en 1855, fille de Louis Joseph Amédée Lespermont, ingénieur, et Louise Célestine Bourgeois,.
En 1885, elle épouse à Paris Joseph Bronislas Antoine de Sobolewski, né à Kalisz en Pologne (alors sous tutelle russe), commissionnaire en marchandises. À la manière polonaise, elle prend pour nom d'usage la version féminisée du patronyme de son mari, de Sobolewska,.
En 1901, son mari, accusé de nombreuses escroqueries en Pologne, est arrêté par le service de la Sûreté, à la demande du gouvernement russe qui souhaite son extradition.

### Carrière
En 1882, elle commence sa carrière littéraire sous le pseudonyme de Jacques Lermont, : parfois en duo avec l'éditeur Pierre-Jules Hetzel, — qui prend, lui, le pseudonyme de P.-J. Stahl —, elle traduit et adapte des romans américains, en particulier deux romans de Louisa May Alcott, l'auteure des Quatre Filles du docteur March.
À partir de 1887, elle commence à publier des œuvres originales, certaines signées Jacques Lermont (la plupart chez Hetzel), d'autres Jeanne de Sobol. Dans son Romans à lire et romans à proscrire, sorte d'Index personnel, l'abbé Louis Bethléem dit d'elle « Elle fait éclore de sa plume originale tout un monde de bébés, d'enfants et de jeunes filles » et recommande certains de ses ouvrages.
Elle meurt en 1907, dans son appartement de la rue Debrousse. Sa mort est annoncée dans la presse et ses obsèques sont célébrées à l'église Saint-Pierre-de-Chaillot.

## Traductions et adaptations
- 1882 : Thomas Mayne Reid, La Montagne perdue ; traduction de J. Lermont, adaptation par Stahl, Paris, Hetzel
- 1883 : Louisa May Alcott, Jack et Jane ; adaptation autorisée par Stahl et Lermont ; dessins de J. Geoffroy, Paris, Hetzel
- 1885 : Louisa May Alcott, La Petite Rose, avec ses six tantes et ses sept cousins, adaptation par Stahl et Lermont, Paris, Hetzel
- 1886 : Thomas Mayne Reid, Les Émigrants du Transwaal ; traduction de J. Lermont, Paris, Hetzel
- 1902 : Johann Rudolf Wyss, Le Robinson suisse, raconté par J. Lermont, d'après la traduction de P.-J. Stahl et E. Muller, ill. Yan' Dargent

## Œuvres

### Sous le nom de Jacques Lermont
- 1887 : Gypsy, Charavay, Mantoux et Cie
- 1887 : Les Jeunes Filles de Quinnebasset par J. Lermont, d'après S. May, ill. Paul Destez, Paris, Hetzel, collection « Bibliothèque d'éducation et de récréation »
- 1889 : Les Vacances bourguignonnes, Paris, Gedalge
- 1889 : Suzan Coolidge, L'Aînée, d'après Suzan Coolidge, Paris, Hetzel
- 1890 : Entre cousines. Joy et Gypsy..., Paris, Librairie d'éducation de la jeunesse
- 1890 : Histoire de deux bébés, Kitty et Bo, Paris, Hetzel
- 1890 : Mon grand frère, Paris, Charavay, Mantoux, Martin
- 1891 : Un heureux malheur..., Paris, Hetzel
- 1892 : Les Cinq Nièces de l'oncle Barbe-Bleue, Paris, Charavay, Mantoux, Martin
- 1892 : En pension, Paris, Charavay, Mantoux, Martin
- 1892 : Mes frères et moi, Paris, Hetzel
- 1893 : Miss Linotte, ill. Émile Bayard, Paris, Librairie d'éducation de la jeunesse
- 1896 : Ma meilleure amie. Entre cousines..., Paris, Charavay, Mantoux, Martin
- 1896 : Siribeddi, mémoires d'un éléphant, ill. A. Lançon, Paris, Hetzel
- 1897 : Un honnête petit homme, d'après E. Gellibrand ; suivi d'Autres honnêtes petits hommes, et des Histoires de mes nièces, Paris, Hetzel
- 1901 : Les Bonnes Idées de Mlle Rose, Les Enfants au ballon élastique, ill. Édouard Detaille, Paris, Hetzel
- 1904 : Disparus, Paris, Hetzel
- 1906 : Trois Âmes vaillantes, Paris, Hetzel
- 1910 : Museau Rara et Cie, ill. Georges Roux, Paris, Hetzel

### Sous le nom de Jeanne de Sobol
- 1887 : Bouton d'or, Paris, Éditions Quantin, collection « Bibliothèque de l'éducation maternelle »
- 1888 : Moi et mes poupées, Paris, Éditions Quantin, coll. « Bibliothèque enfantine »
- 1891 : Les Vacances de Paul, Paris, Librairies-imprimeries réunies
- 1895 : Les Prisonniers de maman, Paris, Librairies-imprimeries réunies, coll. « Bibliothèque enfantine »
- 1896 : Boute entrain, Paris, Charavay, Mantoux, Martin
- 1896 : Sans joujoux, Paris, Librairies-imprimeries réunies
- 1897 : L'Almanach des écoliers français, guide-annuaire illustré, instructif, amusant pour l'année 1898, en collaboration avec F. Choiral. Paris, 12, rue de la Grange-Batelière
- 1898 : Par-ci, par-là, Paris, L.-H. May
- 1901 : Les Deux Wilhelmine, Paris, Société française d'éditions d'art
- 1901 : Une épreuve, ill. de Montégut, Paris, G. Mantoux
- 1904 : Pierre et Gertrude, Paris, Société française d'éditions d'art

Date de publication non avérée ou inconnue : 
- ?899 : Les Sept Ans de Madeleine, Paris, Librairie d'éducation de la jeunesse
- Ami, ill. de Doris, Paris, Société française d'éditions d'art
- Petite Sœur, Librairie Félix Juven
- Les Mamans de Ghislaine, Paris, Société française d'édition d'art Émile Gaillard
- Une méchante petite fille, ill. de Maan, Paris, Librairie d'éducation de la jeunesse